# Iraella luteipes
Iraella luteipes är en stekelart som först beskrevs av Thompson 1877.  Iraella luteipes ingår i släktet Iraella och familjen gallsteklar. Arten är reproducerande i Sverige. Inga underarter finns listade i Catalogue of Life.